# 皮先卡河 (蘭納河支流)
皮先卡河（烏克蘭語：Піщанка），是烏克蘭的河流，位於該國中部，屬於蘭納河的左支流，發源自皮先卡東部，流經哈爾科夫州和波爾塔瓦州，河道全長16公里。